# Labena sericea
Labena sericea är en stekelart som först beskrevs av Joseph Kriechbaumer 1890.  Labena sericea ingår i släktet Labena och familjen brokparasitsteklar. Inga underarter finns listade i Catalogue of Life.